# Полішонки
Полішо́нки (рос. Полишонки) — присілок в Балезінському районі Удмуртії, Росія.

## Населення
Населення — 10 осіб (2010; 22 в 2002).
Національний склад станом на 2002 рік:
- росіяни — 82 %